# Kassel
Kassel (do roku 1926 Cassel) je město na severu spolkové země Hesensko v Německu. Žije zde přibližně 205 tisíc obyvatel. Je po Frankfurtu nad Mohanem a Wiesbadenu třetím největším městem Hesenska. Leží asi 80 km SZ od Eisenachu, 80 km SV od Marburgu a asi 40 km JZ od Göttingenu a protéká jím řeka Fulda. Horský park Wilhelmshöhe je zapsán na seznamu Světového dědictví a proslulá je i výstava moderního umění Documenta.

## Historie
Kassel se poprvé připomíná k roku 913 jako hrazené místo u mostu přes řeku, název Chasella (podle germánského kmene Chattů) je mnohem starší. Ve 12. století už měl městská práva a stal se prosperujícím obchodním městem. Když roku 1567 hrabě Filip rozdělil Hesensko mezi své čtyři syny, stal se Kassel hlavním městem jednoho nich, hrabství Hesensko-Kasselsko. Hrabě Vilém IV. (1532-1592) byl protestant a jako velký milovník astronomie i astrologie zde založil první stálou hvězdárnu, jeho syn Mořic (1572-1632) postavil 1606 v Kasselu první stálé divadlo, dnešní Ottoneum.
Roku 1685 přijal Kassel 1700 hugenotských uprchlíků z Francie, o sto let později se zdejší hrabě nechvalně proslavil tím, že prodával Britům žoldnéře na válku v amerických koloniích. V Prusko-Rakouské válce roku 1866 stálo Hesensko na straně Rakouska, takže se po pruském vítězství stalo součástí Pruska. Kassel tak ztratil na politickém významu, zato velmi získal rozvojem průmyslu, zejména strojírenství: firma Henschel byla koncem 19. století největším výrobcem lokomotiv v Německu. Za druhé světové války bylo město z 90 % zničeno bombardováním i pouličními boji v dubnu 1945. Zahynulo 10 tisíc lidí a 150 tisíc ztratilo střechu nad hlavou.

## Pamětihodnosti
- Horský park Wilhelmshöhe s rozsáhlým palácem z roku 1786, kde byl po roce 1870 vězněn francouzský císař Napoleon III. a kde bylo za první světové války vrchní velitelství německé armády. Dnes je v paláci muzeum a významná obrazová galerie. Na svahu k městu je Herkulův pomník a mohutné vodní kaskády, v parku je Löwenburg, zdrobnělá napodobenina středověkého hradu.
- Brüderkirche, jednolodní gotický kostel ze 14. století, se sousedním Renthofem, pozůstatkem karmelitánského kláštera ze 13. století.
- Martinskirche, trojlodní gotická hala z let 1330-1462, se dvěma věžemi v průčelí z doby krátce po válce. Kostel je sídlem evangelického biskupa a jsou zde pohřbena hesenská lankrabata.
- Ottoneum, původně první stálá divadelní budova v Německu z roku 1606, brzy přestavěná na kabinet kuriozit a později přírodovědné muzeum.
- Fredericianum, rozsáhlý muzejní palác z roku 1779, dnes galerie moderního umění

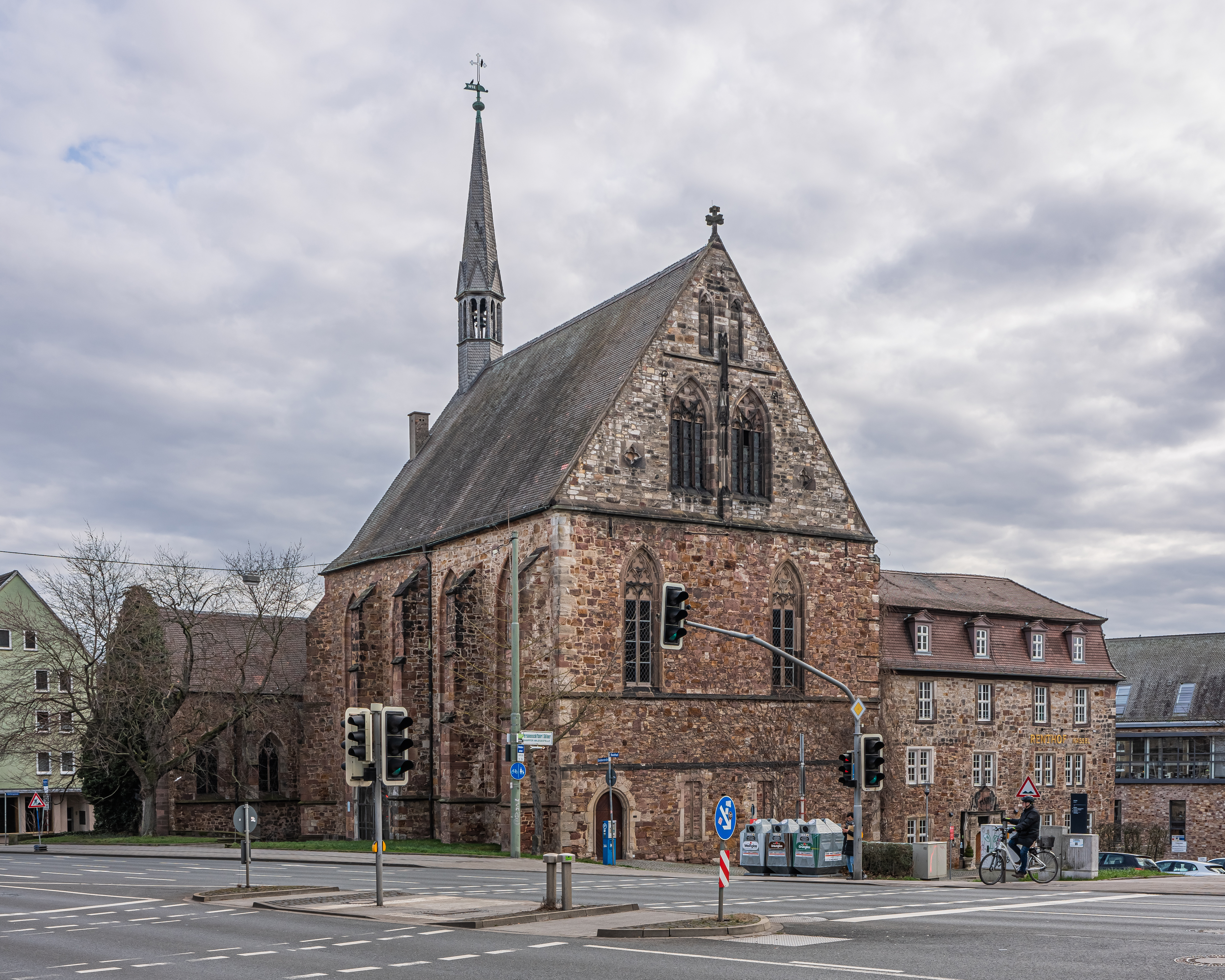
Alte Brüderkirche
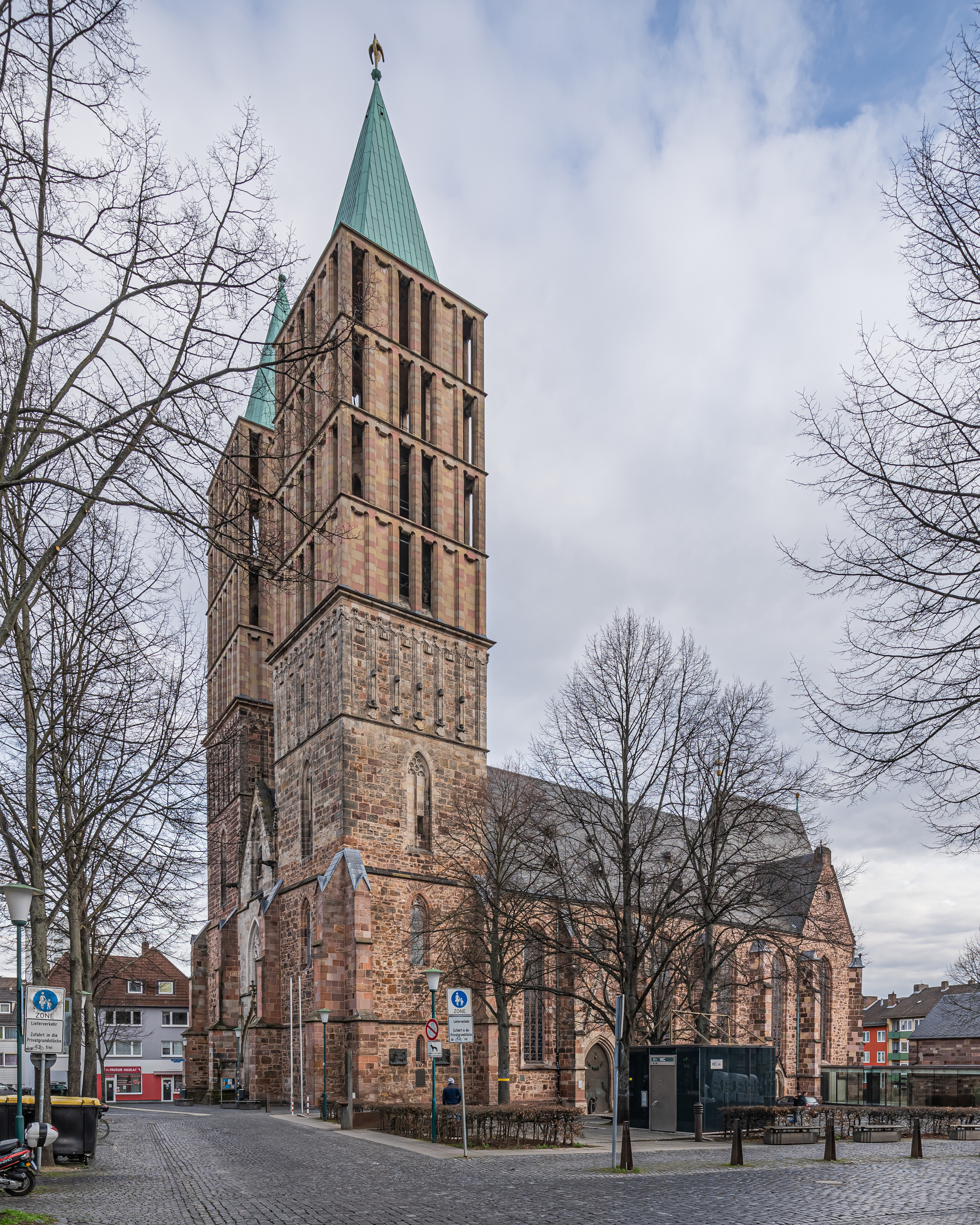
Martinskirche
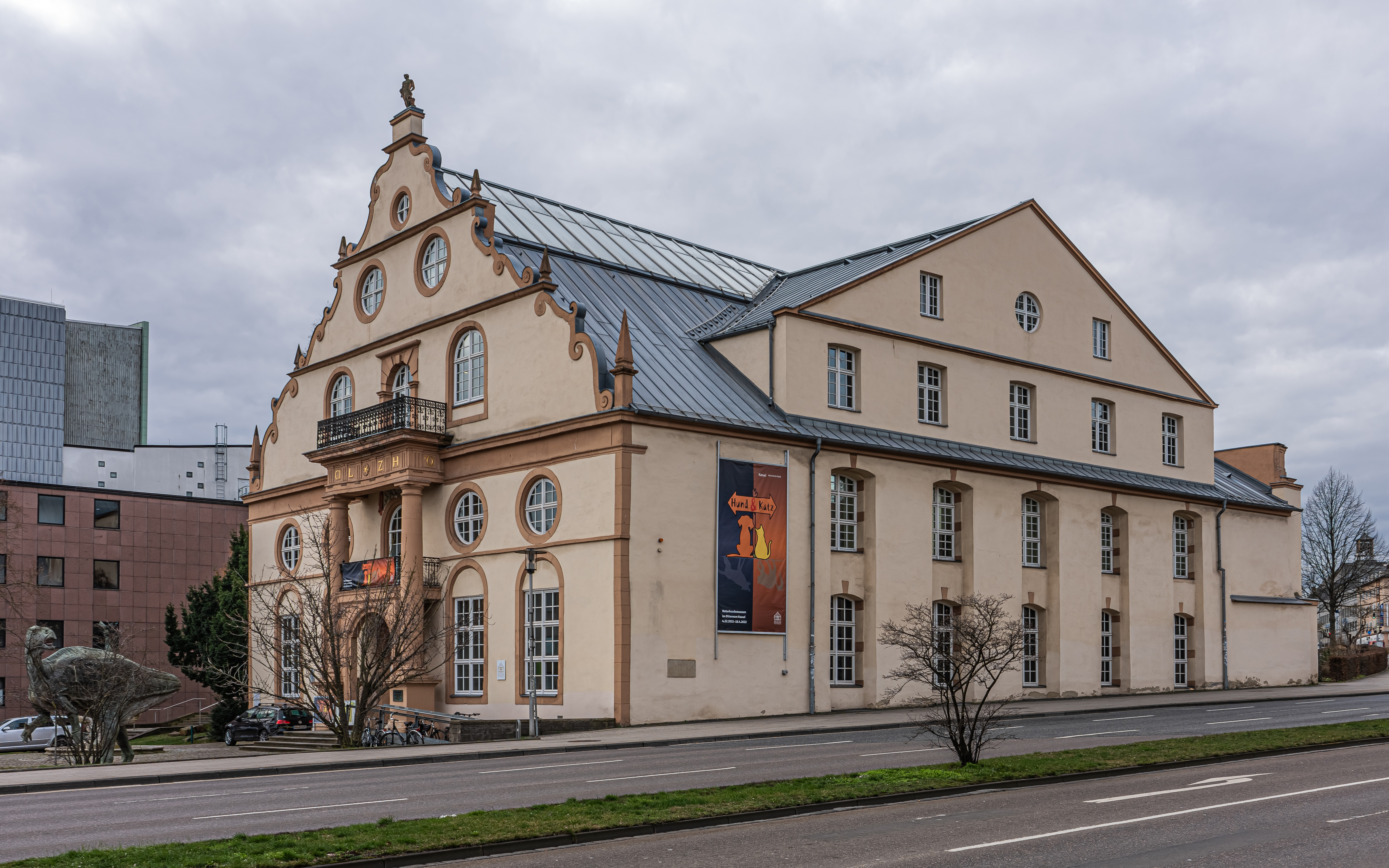
Ottoneum, přírodovědné muzeum
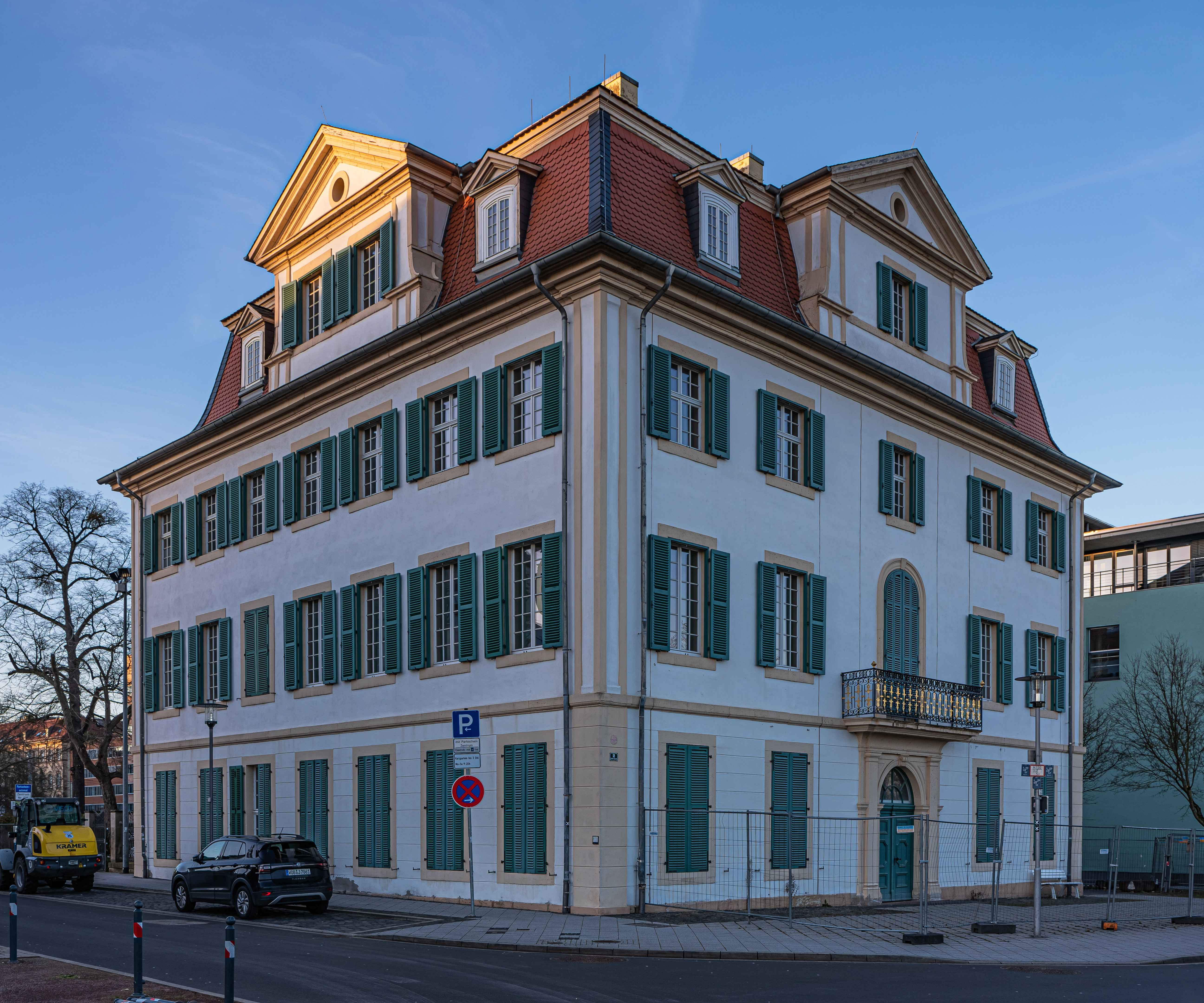
Bellevue
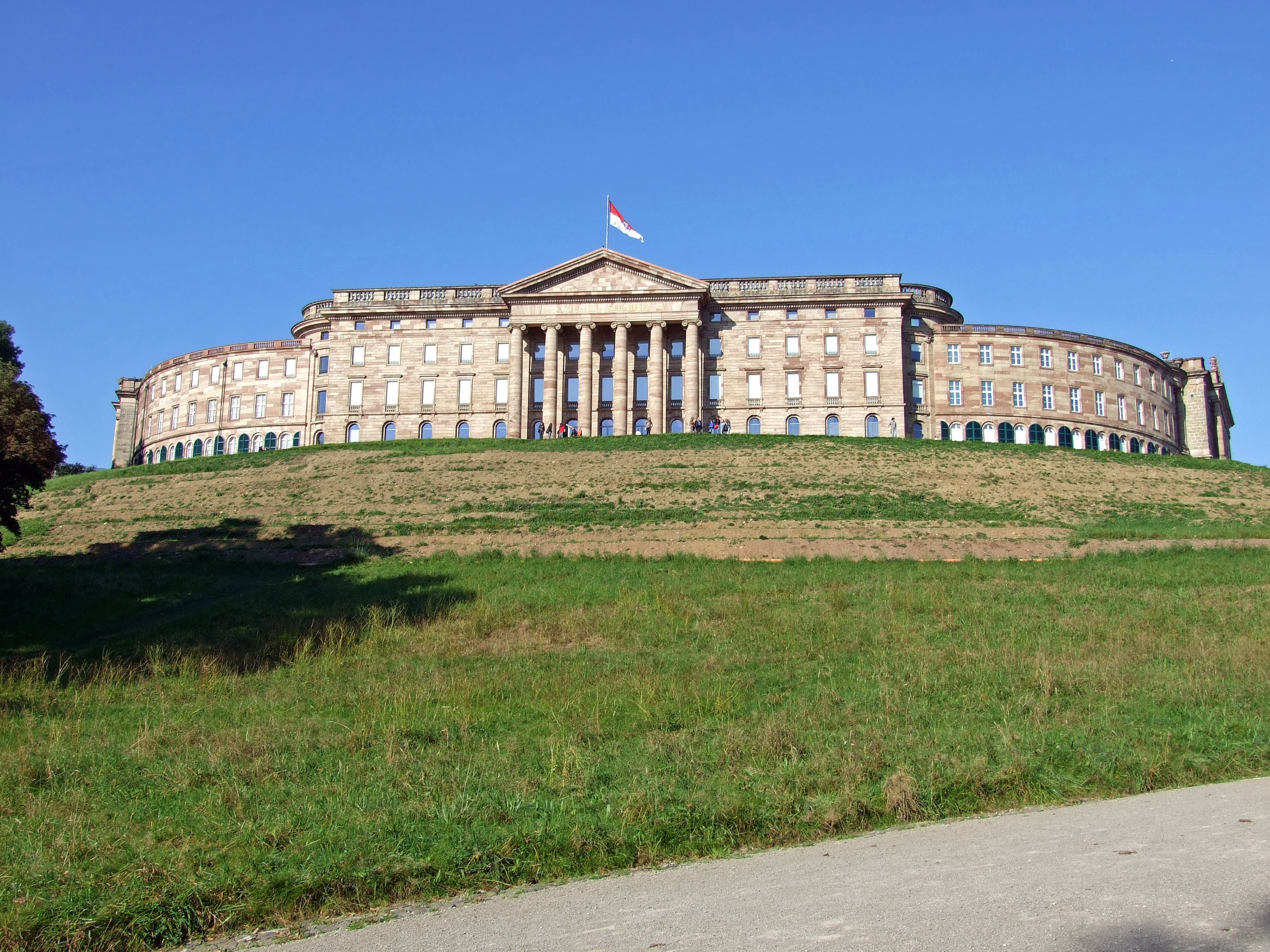
Zámek Wilhelmshöhe
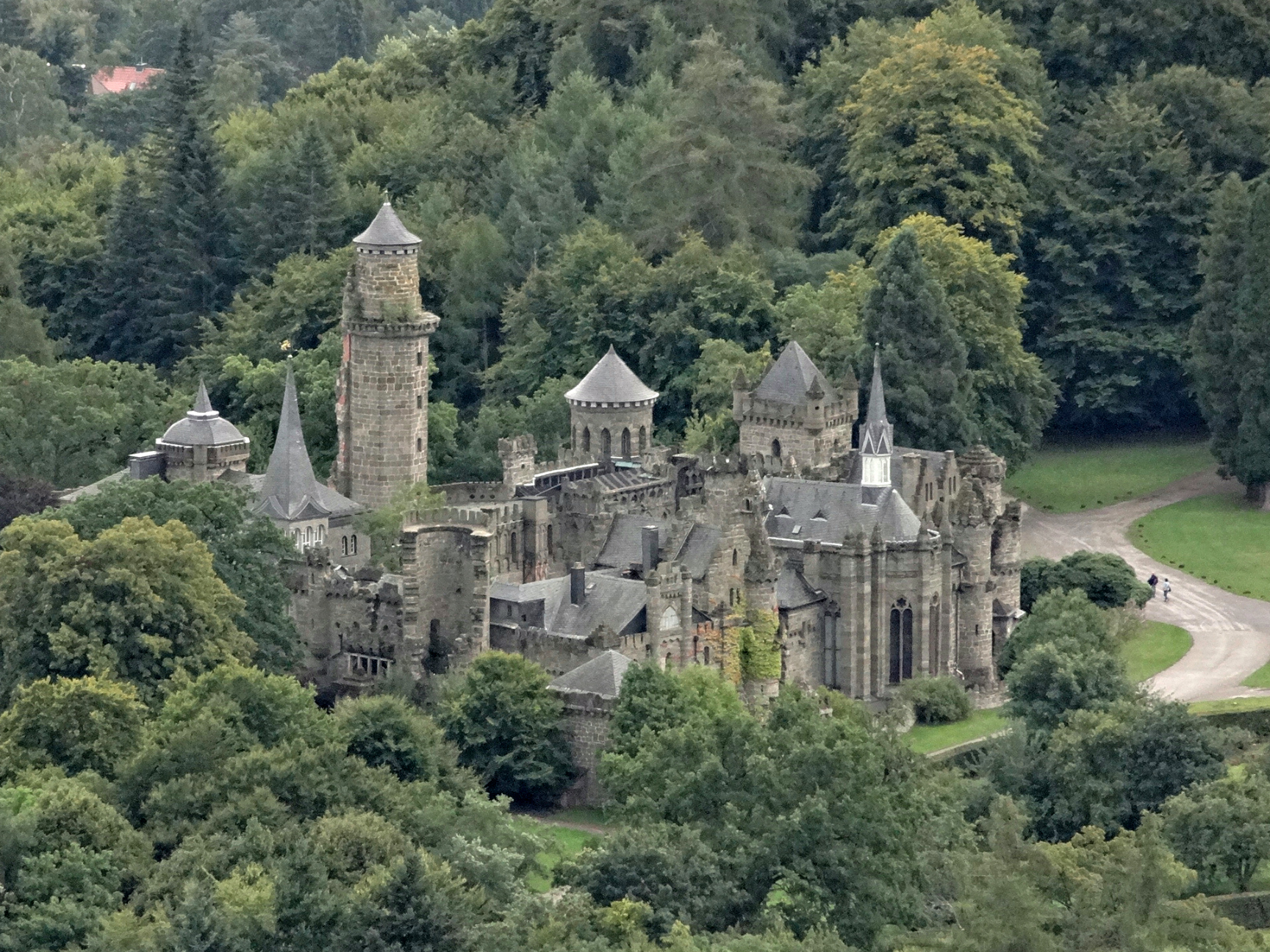
Romantická zřícenina Löwenburg

## Partnerská města
- Florencie, Itálie (1952)
- Berlín, Německo (1962)
- Mylhúzy, Francie (1965)
- Västerås, Švédsko (1972)
- Rovaniemi, Finsko (1972)
- Jaroslavl, Rusko (1988)
- Arnstadt, Německo (1989)
- Ramat Gan, Izrael (1990)
- İzmit, Turecko (1999)
- Novyj Urengoj, Rusko (2005)
- Montana, Bulharsko (2007)